# Mamane Oumarou
Mamane Oumarou (Diffa, 1945) es un político de Níger que fue primer ministro de su país en dos ocasiones en los años 1980.
De origen kanuri, durante la presidencia de Seyni Kountché fue embajador en Canadá, alcalde de Maradi y más tarde ministro de Juventud, Deporte y Cultura. En enero de 1983, el presidente Kountché lo nombró primer ministro, el primero del país desde la eliminación del cargo en 1960. En noviembre de ese mismo año pasó a ser jefe del Consejo Nacional para el Desarrollo hasta 1988, siendo sustituido en el gobierno por Hamid Algabid. Volvió a ser primer ministro entre 1988 y 1989 por designación del nuevo presidente Ali Seibou.
Después de los años 1980 abandonó la política. Fue durante un tiempo embajador en Arabia Saudí y en 2008 fue nombrado Mediador de la República, un nuevo cargo para mediar en disputas comunitarias.